# Grabo
Grabo (IV secolo a.C. – IV secolo a.C.) è stato un re illiro che regnò sull'Illiria dal 358 al 356 a.C. e fu il più potente dopo la morte di Bardylis nel 358 a.C..

## Biografia
Apparteneva alla casa reale di Grabaei anche se questa tribù potrebbe essere stata incorporata nel regno dei Taulanti di cui Grabo divenne re. Lo Stato dei Grabaei era uno Stato minore dell'Illiria situato nella regione di Mirdite vicino al Lago di Scutari nel nord della moderna Albania. La regione era ricca di giacimenti di rame e di ferro e il suo territorio fuori dalla sfera di influenza di Filippo nella zona dei laghi occidentale. 
Grabo era uno dei figli del precedente re Grabu, con il quale Atene era entrata in alleanza quando era attiva nella regione di Epidamno nel 430 a.C. Grabo fu sconfitto dalle forze di  Filippo II nel 358/7 a.C. Egli aveva cominciato a negoziare con Olinto, probabilmente offrendo di ristabilire il legame della penisola Calcidica con le miniere d'argento di Damastion vicino al lago Lynchnitis oggetto della recente annessione di Filippo II. Grabo, così si alleò per breve tempo con la Lega calcidica anche se questo trattato fu presto annullato. Lo stato incompiuto del trattato di alleanza tra i due è stato trovato ad Olinto. Lo stato incompiuto dell'iscrizione, e il fatto che era stato gettato in un fiume, suggerisce che probabilmente il trattato non venne mai ratificato. Evidentemente, Olinto dovette trovare un'alleanza più attraente.
Più tardi, nel 356 a.C. strinse un'alleanza con Atene, il re peone, Lippeio e il re della Tracia Cetripori. Questa coalizione, per volere degli Ateniesi, ebbe l'effetto di resistere al potere crescente della Macedonia, cosa che gli Ateniesi temevano. Filippo colse i suoi nemici di sorpresa: il suo generale, Parmenione, fu in grado di agire su questa coalizione prima che avessero la possibilità di convergere. Nell'estate del 356 a.C., Grabo fu sconfitto da Parmenione in una grande battaglia e fu costretto ad allearsi con la Macedonia. Questa vittoria isolò lo Stato dei Taulanti e i Partini, che divennero alleati di Filippo II. Egli conciliò la sua avanzata con la costruzione di postazioni fortificate in Illiria.
Di Grabo non si ebbero più notizie dopo la sconfitta e gli succedette Pleurato.